# Epiplatys etzeli
Epiplatys etzeli är en fiskart som beskrevs av Berkenkamp, 1975. Epiplatys etzeli ingår i släktet Epiplatys och familjen Nothobranchiidae. IUCN kategoriserar arten globalt som starkt hotad. Inga underarter finns listade i Catalogue of Life.